# Тростянецький ботанічний заказник № 1
Тростяне́цький ботанічний заказник № 1 — ботанічний заказник місцевого значення в Україні. Розташований на схід від села Діброва Тернопільського району Тернопільської області, в межах лісового урочища «Тростянецька Дача». 
Площа — 6 га. Створений відповідно до рішення виконкому Тернопільської обласної ради № 189 від 30 серпня 1990 року. Перебуває у віданні ДП «Бережанське лісомисливське господарство» (Литвинівське лісництво, кв. 27, вид. 8, 9, 10). 
У буко-грабововому лісі зростають підсніжники, занесені до Червоної книги України.